# 抽认卡

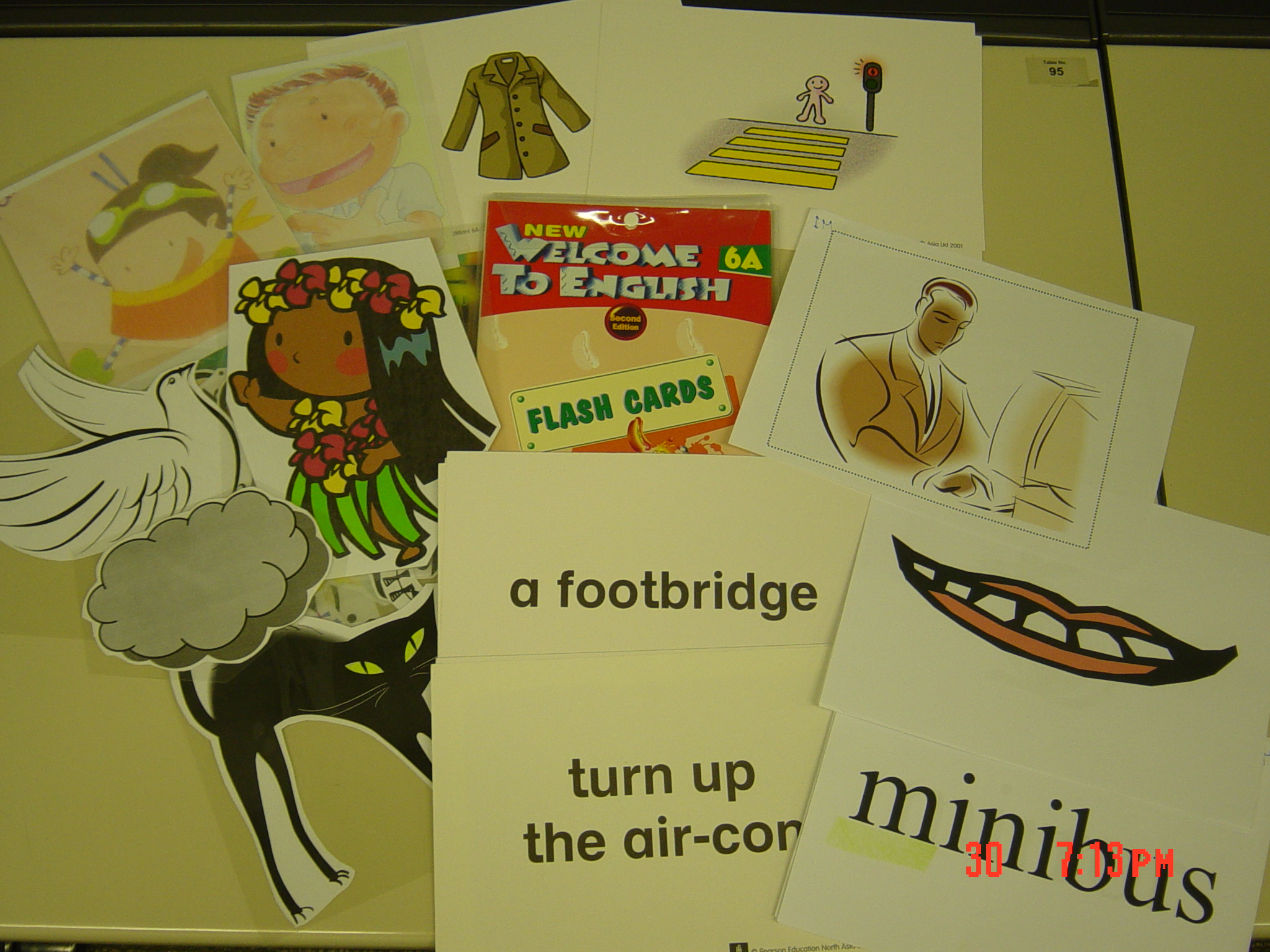
各種不同形式的英語教學抽认卡

抽认卡或稱閃卡（英文：Flash Card）、字卡，是一小块纸片，在学校里用来作辅助教学。抽认卡可以用来记录词汇、历史事件时间、公式等等。使用抽认卡的目的主要是帮助记忆，提高學生的學習動機、以及在課堂上為學生提供多種感官的刺激。你在每个卡片上写下一个问题（同时在背面记下答案），用它们来测试自己，并根据你的测试、学习结果把它们进行排序、分组。
这种策略使得学习更有选择性，也就是：在一组的卡片越难，你就越要花时间复习这一组。于是，你就能节省很多学习时间。
有西方教育家指，閃卡過份著重於生字，對語言的掌握有限。
这个方法是由德国心理学家瑟巴斯坦·萊特納在20世纪70年代提出的。Pimsleur语言课也是基于类似的想法。
从20世纪80年代起，语言学习软件开始逐渐开发来使得记忆更简单有效。电子抽认卡不仅可以记录文字和图片，还能和声音，实践证实了这个方法确实有效。同时，计算机还能利用间隔重复来增强记忆力。

## 示例
“五轮学习法”是应用抽认卡的典型示例。其原理是：
1. 在人脑中有短期记忆和长期记忆之分。
2. 研究记忆规律，一个事物被五次重复记忆后，更有可能被存入大脑的长期记忆。